# Petr Cífka
Petr Cífka (* 31. července 1983 Pardubice) je český filmový publicista a videoproducent.

## Život
Působí v redakci filmového webu MovieZone.cz, pod přezdívkou Curvekiller psal na blogu 1000 věcí, co mě serou a je také spoluautorem blogu Poslední důvod, proč se nezabít, oba blogy vyšly také knižně.
Od roku 2015 psal pět let sloupky pro lifestylový časopis Joy. Pracoval jako šéfredaktor webu Prima Cool, kde měl např. vlastní pořad Kinomanie, od prosince 2017 do října 2020 působil jako šéf videoobsahu Czech News Center, kde vymyslel např. koncept pořadu Branky, body, kokoti. Od listopadu 2020 byl šéfdramaturgem Stream.cz, kde např. vyprodukoval pořad Děti vs. a variaci na pořad Branky, body, kokoti, který nově nese jméno Kokoti na neděli. V roce 2024 se stal producentem ve filmové a televizní producentské společnosti Bionaut. Na webech věnujících se filmu vystupuje pod přezdívkou „Cival“.

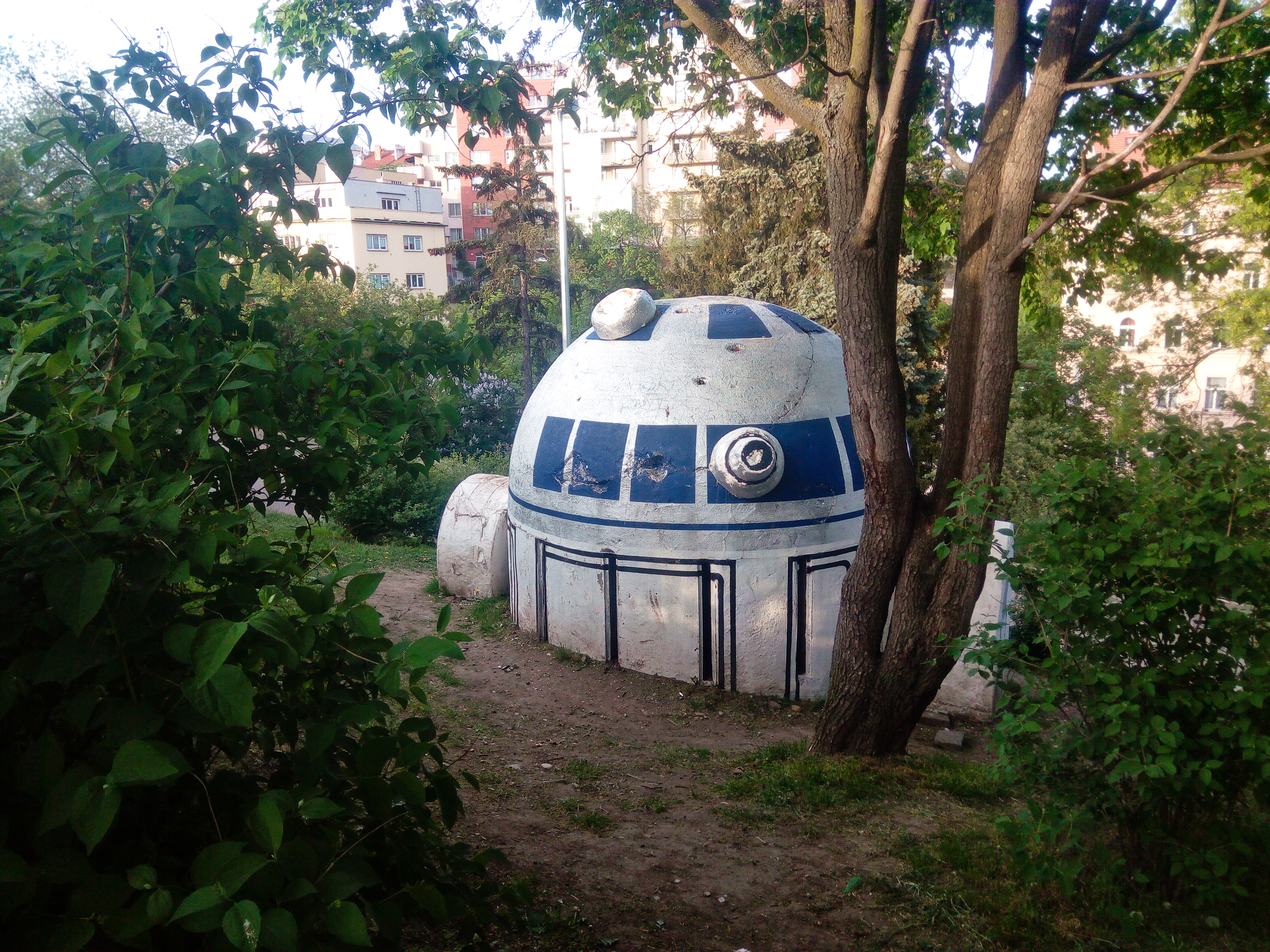
Socha R2 D2 z větrací šachty v Praze

V říjnu 2017 spolu s kamarádem přemaloval starou větrací šachtu v pražském parku Folimanka na repliku robota R2-D2 ze Star Wars, natočil o tom video Předělávači. V srpnu 2022 vznikla na stejném místě na jeho popud replika postavičky animovaného Mimoně. V roce 2019 se podílel na filmu Moje svoboda, režíroval seriály Rudej Fanda (2019) a Kapitán Říp (2020), byl producentem talk-show Prostor X. Produkoval i výstavu internetového grafika TMBK nazvanou Českoland.
Je autorem námětu a scénáře celovečerního dokumentu PSH Nekonečný příběh o rapové skupině Peneři strýčka homeboye, který získal v červenci 2022 diváckou cenu na MFF KV. Je jedním z režisérů divadelního představení Žena filmového kritika, které hraje Divadlo pod Palmovkou.
Na kanálu MovieZone.cz točí vlastní podcast Na pivu s Civalem. S Tomášem Baldýnským natáčí podcast o filmech Novej & starej.

## Dílo
- 1000 věcí, co mě serou, spoluautor, pět dílů 2011–2015
- Poslední důvod, proč se nezabít, spolu s Jiřím Vaňkem a Annou Vodrážkovou, (XYZ, 2018, ISBN 978-80-7597-051-0)
- Encyklopedie akčního filmu, spolu s Václavem Rybářem a Matějem Svobodou, (XYZ, 2019, ISBN 978-80-7597-556-0)
- Encyklopedie komiksového filmu, spolu s Václavem Rybářem, Matějem Svobodou a Karlem Ryškou, (XYZ, 2020, ISBN 978-80-7597-789-2)
- Encyklopedie fantasy filmu, spolu s Václavem Rybářem, Matějem Svobodou, Karlem Ryškou, Ondřejem Mrázkem, Milanem Rozšafným, Jiřím Pospíšilem a Mojmírem Sedláčkem, (XYZ, 2021, ISBN 978-80-7683-017-2)
- Encyklopedie hororového filmu, spolu s Václavem Rybářem, Matějem Svobodou, Janem Gálem, Milanem Rozšafným, Jiřím Pospíšilem a Mojmírem Sedláčkem, (XYZ, 2023, ISBN 978-80-7683-407-1)
- Devadesátky ve filmu, spolu s Václavem Rybářem, Matějem Svobodou, Karlem Ryškou, Ondřejem Mrázkem, Milanem Rozšafným, Janem Gálem, Ondřejem Kubínem, Johanem Justoňem, Tomášem Krausem, Markem Mičkem a Mojmírem Sedláčkem, (XYZ, 2024, ISBN 978-80-7683-682-2)